# سفارة اليمن لدى البحرين
سفارة اليمن لدى البحرين هي البعثة الدبلوماسية لجمهورية اليمن لدى مملكة البحرين، وتقع بالعاصمة المنامة.